# Demonax triarticulodilatatus
Demonax triarticulodilatatus là một loài bọ cánh cứng trong họ Cerambycidae.